# Kraftwerk Ajaure
Das Kraftwerk Ajaure ist ein Wasserkraftwerk in der Gemeinde Storuman, Provinz Västerbottens län, Schweden, das am Ume älv liegt. Es ging 1967 in Betrieb. Das Kraftwerk ist im Besitz von Vattenfall und wird auch von Vattenfall betrieben.

## Absperrbauwerk
Das Absperrbauwerk besteht aus einem Steinschüttdamm mit einer Höhe von 45 (bzw. 46) m und einer Länge von 522 m, der am Abfluss des Sees Ajaure in den See Gardiken liegt. Die Hochwasserentlastung befindet sich auf der rechten Seite des Damms; über sie können maximal 950 m³/s abgeleitet werden.
Das maximale Stauziel liegt bei 440,5 m über dem Meeresspiegel. Der Stausee erstreckt sich über eine Fläche von 16 (bzw. 47 oder 47,6) km². Das für die Stromerzeugung nutzbare Volumen des Stausees beträgt 200 (bzw. 209) Mio. m³ Wasser.

## Kraftwerk
Mit dem Bau des Kraftwerks wurde 1962 begonnen; es ging 1967 in Betrieb. Es verfügt mit einer Kaplan-Turbine über eine installierte Leistung von 70,93 (bzw. 75 80 82,3 85 oder 86) MW. Die durchschnittliche Jahreserzeugung liegt bei 301 (bzw. 330) Mio. kWh.
Die Turbine wurde von Kværner geliefert. Sie leistet 70,93 MW; ihre Nenndrehzahl liegt bei 166,7 Umdrehungen pro Minute. Die Fallhöhe beträgt 46 (bzw. 51,5) m bzw. liegt zwischen 45 und 58 m. Der maximale Durchfluss liegt bei 150 (bzw. 170) m³/s.